# Championnat de Suisse de hockey sur glace 1918-1919
Saison précédente Saison suivante
La saison 1918-1919 est la 10e saison du championnat de Suisse de hockey sur glace.

## Championnat national

### Qualification Est
En tant que seul équipe alémanique inscrite, le HC Berne est directement qualifié pour la finale nationale.

### Qualifications Ouest
Elles se déroulent les 18 et 19 janvier 1919, à Caux.

#### Groupe 1
- HC Bellerive Vevey - CP Lausanne 4-3
- HC Bellerive Vevey - HC Château-d'Œx 5-1
- CP Lausanne - HC Château-d'Œx 4-0

| Clt   | Équipe             | PJ | V | D | N | BP | BC | Diff | Pts |
| ----- | ------------------ | -- | - | - | - | -- | -- | ---- | --- |
| +001, | HC Bellerive Vevey | 2  | 2 | 0 | 0 | 9  | 4  | +5   | 4   |
| +002, | CP Lausanne        | 2  | 1 | 1 | 0 | 7  | 4  | +3   | 2   |
| +003, | HC Château-d'Œx    | 2  | 0 | 2 | 0 | 1  | 9  | -8   | 0   |

- En gras : qualifié pour la finale romande

#### Groupe 2
- Servette HC - HC Rosey Gstaad 2-1
- Servette HC - HC Caux 8-0[1] (9-0 selon une autre source[2])
- HC Rosey Gstaad - HC Caux 6-0

| Clt   | Équipe          | PJ | V | D | N | BP | BC | Diff | Pts |
| ----- | --------------- | -- | - | - | - | -- | -- | ---- | --- |
| +001, | Servette HC     | 2  | 2 | 0 | 0 | 10 | 1  | +9   | 4   |
| +002, | HC Rosey Gstaad | 2  | 1 | 1 | 0 | 7  | 1  | +6   | 2   |
| +003, | HC Caux         | 2  | 0 | 2 | 0 | 0  | 14 | -14  | 0   |

- En gras : qualifié pour la finale romande

#### Finale romande
- HC Bellerive Vevey - Servette HC 3-1

### Finale nationale
Elle se dispute le 9 février 1919, à Château-d'Œx :
- HC Bellerive Vevey - HC Berne 2-1

Bellerive Vevey remporte le 2e titre de son histoire.

## Championnat international suisse
Ne limitant pas le nombre de joueurs étrangers, ce championnat, joué le 25 janvier 1919, aux Avants, n'est pas pris en compte pour le palmarès actuel des champions de Suisse.

### Groupe I
- HC Bellerive Vevey - HC Berne 4-1
- HC Bellerive Vevey - Servette HC 7-0
- HC Berne - Servette HC 5-1

| Clt   | Équipe                 | PJ | V | D | N | BP | BC | Diff | Pts |
| ----- | ---------------------- | -- | - | - | - | -- | -- | ---- | --- |
| +001, | HC Bellerive Vevey (T) | 2  | 2 | 0 | 0 | 11 | 1  | +10  | 4   |
| +002, | HC Berne               | 2  | 1 | 1 | 0 | 6  | 5  | +1   | 2   |
| +003, | Servette HC            | 2  | 0 | 2 | 0 | 1  | 12 | -11  | 0   |

- En gras : qualifié pour la finale

### Groupe II
- HC Rosey Gstaad - HC Caux 4-0
- HC Rosey Gstaad - CP Lausanne 4-1
- HC Caux - CP Lausanne 1-8

| Clt   | Équipe          | PJ | V | D | N | BP | BC | Diff | Pts |
| ----- | --------------- | -- | - | - | - | -- | -- | ---- | --- |
| +001, | HC Rosey Gstaad | 2  | 2 | 0 | 0 | 8  | 1  | +7   | 4   |
| +002, | CP Lausanne     | 2  | 1 | 1 | 0 | 9  | 5  | +4   | 2   |
| +003, | HC Caux         | 2  | 0 | 2 | 0 | 1  | 12 | -11  | 0   |

- En gras : qualifié pour la finale

### Finale
- HC Rosey Gstaad - HC Bellerive Vevey 2-0